# Französische Luftstreitkräfte
Die französischen Luft- und Weltraumstreitkräfte (französisch Armée de l'air et de l'espace), bis 2020 französische Luftstreitkräfte (französisch Armée de l’Air), sind eine der fünf Teilstreitkräfte der französischen Streitkräfte. Mit etwa 40.000 Angehörigen ist sie die drittgrößte Teilstreitkraft Frankreichs.

## Geschichte

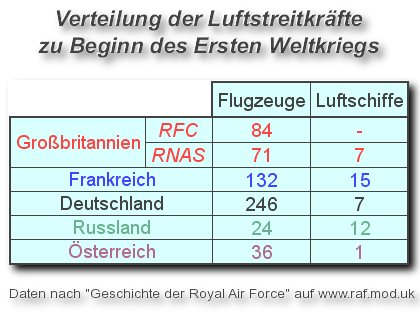

Die Armée de l’air et de l’espace zählt zu den ältesten Luftstreitkräften der Welt. Ihre Anfänge reichen zurück bis ins Jahr 1909, formell bis 1912, als die neugeschaffene Aéronautique Militaire in die Streitkräfte eingegliedert wurden. Sie hatte zu Beginn des Ersten Weltkriegs 132 Flugzeuge. Beim Waffenstillstand im Jahr 1918 war die Aéronautique Militaire mit 90.000 Mann, 350 Staffeln und 3222 Flugzeugen die stärkste Luftwaffe an der Westfront. Sie hatte 2049 Feindflugzeuge und 357 Fesselballons vernichtet und dabei 3500 Piloten verloren; 3000 weitere waren vermisst oder verwundet worden. Bei Unfällen waren 2000 Soldaten ums Leben gekommen.
Mit Gesetz vom 2. Juli 1934 wurde die Aéronautique Militaire eine eigenständige Teilstreitkraft unter dem Namen Armée de l’air.
Im Mai 1940, als die Wehrmacht den Westfeldzug begann, hatte sie über 5000 Flugzeuge, darunter 2400 Jagdflugzeuge, 1160 Bomber und 1464 Aufklärer. Am 10. Mai 1940 war nur etwa ein Viertel der verfügbaren Ressourcen der Armée de l’air an der Front im Einsatz. Die Koordination der Kampfführung zwischen ihr und den kämpfenden Bodentruppen war völlig unzureichend. Bei entscheidenden Kämpfen (z. B. Überquerung der Maas bei Sedan) spielte die Armée de l’air keine Rolle.
Als eine deutsch-französische Kontrollkommission nach dem Waffenstillstand von Compiègne (1940) im unbesetzten Frankreich 4268 einsatzbereite Flugzeuge vorfand (in Nordafrika gab es weitere 1800 Maschinen), erhob sich die Frage, warum nur so wenige von ihnen eingesetzt worden waren. Offenbar hatte die Armée de l’air sich auf eine längere Kriegsdauer eingestellt und nur eine Teilmobilisierung gemacht (näheres und Quellen im Artikel Westfeldzug#Armée de l’air).

## Organisation
Die französischen Luft- und Weltraumstreitkräfte gliedern ihre Einsatzkräfte in drei große Kommandos:

### Kommandos
Luftwaffeneinsatzkommandos:
- Luftverteidigung- und Lufteinsatzkommando (Commandement de la Défense Aérienne et des Opérations Aériennes (CDAOA)) (Paris) – Kräfte von dem Luftstreitkräftenkommando werden ihm operationell unterstellt.
- Kommando der Strategische Luftstreitkräfte (Commandement des Forces Aériennes Stratégiques (CFAS)) (Base Aérienne 107 Vélizy-Villacoublay) – für die Nuklearjagdbomber- und die Luftbetankungseinheiten verantwortlich.

Luftwaffentruppenkommando:
- Kommando der Luftstreitkräfte (Commandement des Forces Aériennes (CFA)) (Base Aérienne 106 Bordeaux-Mérignac) – für die operationelle Ausbildung, Instandhaltung und Bereitschaft von Luftwaffeneinheiten verantwortlich.
  - Luftwaffenjagdfliegerbrigade (Brigade aérienne de l'aviation de chasse (BAAC)) – enthält die Jäger, die taktischen Jagdbomber und die unbemannten Fluggeräte (beide die bewaffneten und die Aufklärungdronen)
  - (Brigade aérienne d'appui et de projection (BAAP)) – enthält die Flugzeuge und Hubschrauber für taktischen Lufttransport; Regierungsflüge und für Spezialeinsätze (inklusiv Luftsuche und Kampfrettung, Terrorbekämpfung und Unterstützung von Militär- und Spezialeinheiten der Direction Générale de la Sécurité Extérieure)
  - Luftwaffenbrigade für Luftraumkontrolle (Brigade aérienne de contrôle de l'espace (BACE)) – enthält das Boeing E-3-Luftraumüberwachungsgeschwader und die vier Boden-Luft Staffel (Luftverteidigungslenkflugkörperabteilungen mit je zwei SAMP/T-Batterien und einer Crotale-Batterie). Die bodengestützten Luftraumüberwachungsradarsysteme sind in den vier Zentren für Luftzielortung und Luftraumkontrolle (Centre de détection et de contrôle (CDC)) des Luftverteidigung- und Lufteinsatzkommandos eingegliedert.
  - Luftwaffenbrigade für Luftmanöverunterstützung (Brigade aérienne d’appui à la manœuvre aérienne (BAAMA)) – enthält die Luftwaffenfernmelde- und Informationstruppen, die Infrastrukturstaffeln der Luftstützpunkte und das 25. Luftwaffenpionierregiment (25e regiment du genie de l'air, truppendienstlich ein Heeresverband, operationell unter der Armee de l'Air).
  - Luftwaffenbrigade der Sicherungs- und Eingreifskräften (Brigade aérienne des forces de sécurité et d'intervention (BAFSI)) – enthält die Luftwaffenspezialkräfte (commandos parachutistes de l'air, 3 Einheiten: die eliteste Commando parachutistes de l'air N° 10 (CPA.10), die im Commandement des opérations spéciales integriert ist, die Commando parachutistes de l'air N° 20 (CPA.20), die hauptsächlich als Forward Air Controller operieren und die Commando parachutistes de l'air N° 30 (CPA.30), die hauptsächlich in der Combat-Search-and-Rescue-Rolle operieren) und die Luftwaffensicherungsstaffeln/-detachements (Escadron de Protection (EP) / Détachement de Protection (DP), 34 Einheiten inklusive Wachpersonal, Sprengstoffpioniere, Wachhund- und Sprengstoffspürhundeführer), sowie auch eine Ausbildungsstaffel (Escadron de formation des commandos de l'air (EFCA)).
  - Luftwaffenbrigade für Waffen- und Logistiksysteme (Brigade aérienne des systèmes d’armes et de la logistique (BASAL))

Teilstreitkraftübergreifendes Kommando:
- Weltraumkommando (Commandement de l'espace  (CDE), beheimatet seit 2019 in Toulouse auf einem Gelände der CNES und zuvor als Commandement interarmées de l'espace (CIE) auf der Base Aérienne 117 Paris) – u. a. für die französischen Militärsatelliten verantwortlich. Operiert für die französischen Streitkräfte und Nationalsicherheitsbehörden. Der Kommandeur und die meisten Angehörigen des Kommandos kommen aus der AdlA. Am gleichen Standort befindet sich auch das Center for Excellence in Military Space der NATO[4].

Alle aufgeführten Kommandos und Einheiten sind dem Chef d’état-major de l’Armée de l’air (CEMAA; in Deutschland vergleichbar mit dem Inspekteur der Luftwaffe) und seinem Stab in Paris unterstellt.

### Einsatzverbände
Die fliegenden Einsatzverbände auf den Stützpunkten bestehen ähnlich denen anderer Luftstreitkräfte wie der deutschen Luftwaffe oder der United States Air Force im Allgemeinen aus drei organisatorischen Ebenen.
- Escadre:

Geschwader, ihnen unterstehen die fliegenden und die sie unterstützenden Verbände. Diese Ebene wurde Anfang der 1990er Jahre abgeschafft und 2014 wieder eingeführt.
- Groupe, Regiment und Escadron:

Verschiedene Bezeichnungen für die Organisationsebene zwischen Geschwader und Staffel bzw. die operative Organisation auf einer Basis. Ihnen unterstehen im Falle der fliegenden Verbände lediglich die jeweiligen in der Regel zwei bis drei fliegenden Staffeln, die Unterstützungsbereiche unterstehen ihnen nicht. Die gebräuchlichste Bezeichnung ist Escadron. Die beiden übrigen existieren heute eher selten. Groupes gab es insbesondere vor der internationalen Harmonisierung in Folge der NATO-Gründung 1949.
- Escadrille:

Staffel, die unterste permanent existierende Organisationseinheit.

### Personal
Das Personal der französischen Luft- und Weltraumstreitkräfte umfasst 65.000 Männer und Frauen (18 %) (Stand 2005)
- 10 % Offiziere
- 55 % Unteroffiziere
- 25 % militaires techniciens de l’air (MTA, dt. technisches Personal der Luftstreitkräfte)
- 1 % freiwillige Wehrdienstleistende und Offizieranwärter
- 9 % zivile Angestellte

Folgende Verwendungsbereiche werden in den Luft- und Weltraumstreitkräften abgedeckt:
- Fliegendes Personal
  - Kampfpiloten
  - Piloten für Transport- und Verbindungsflugzeuge
  - Hubschrauberpiloten
  - Waffensystemoffiziere und Navigatoren
  - Begleitmannschaften

- Nicht fliegendes Personal
  - Wartungspersonal für die Luftfahrzeuge
  - Fluglotsen
  - Personal für administrative Aufgaben
  - Infanterie der Luftstreitkräfte
  - Informatik
  - Infrastruktur
  - Geheimdienst
  - Prüfungskommissare (Verwaltung)

### Stützpunkte

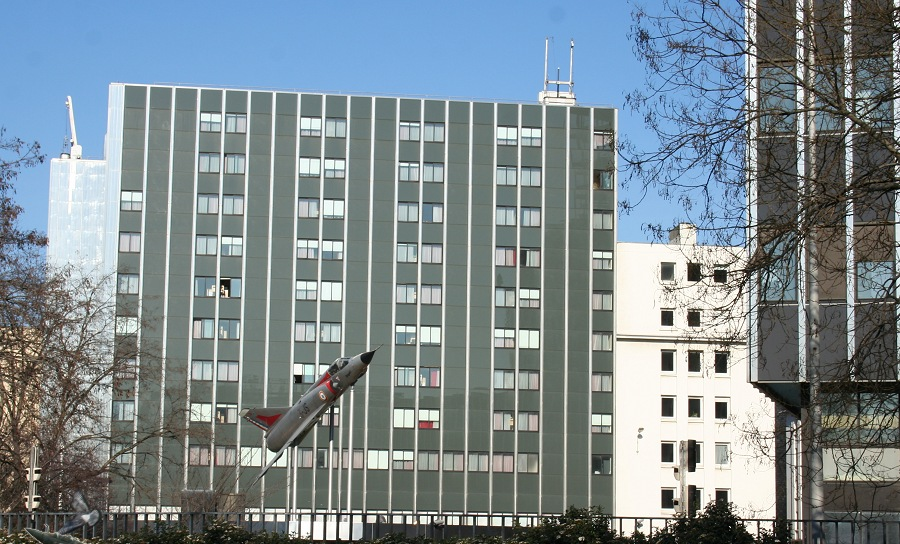
BA117 Paris

Die Stützpunkte der Luft- und Weltraumstreitkräfte beherbergen nicht zwangsläufig Kampf- oder Transportflugzeuge. Die Radarstationen, z. B. Lyon Mont-Verdun, Drachenbrunn, Cinq-mars-la-pile, Nice Mont-Angel dienen der Luftraumüberwachung sowie der Leitung des militärischen Luftverkehrs. Andere Standorte dienen als Materiallager oder als Kommandoposten. In Ausland und Übersee wird die Ausstattung an Luftfahrzeugen und Bodendiensten den jeweiligen Einsätzen angepasst: Transportflugzeuge in Duschanbe (Tadschikistan, Operation „Herakles“), Kampfflugzeuge in N’Djamena (Tschad, Operation „Epervier“ [Sperber]).
Die Stützpunkte sind nummeriert, wobei die größeren Basen das Präfix BA (Base aérienne) und die kleineren Stützpunkte das Präfix DA (Détachement air) führen.

#### Aktive Stützpunkte

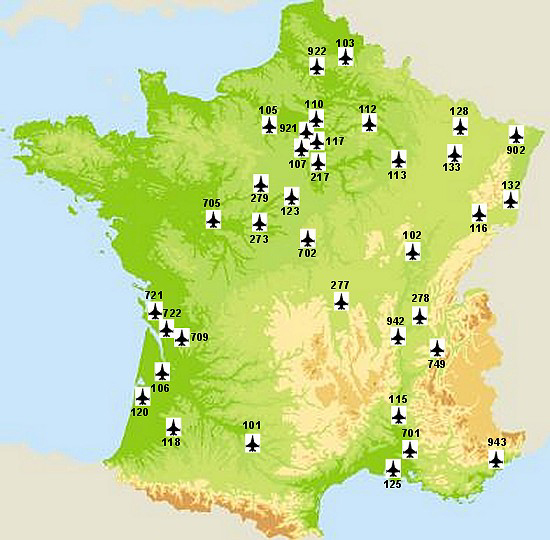
Stützpunkte der Luftstreitkräfte in Frankreich

| Im Mutterland befinden bzw. befanden sich: - BA105 Évreux-Fauville (C-160G/R, AS532/EC725, CN235-200/300) - BA106 Bordeaux-Mérignac (TBM.700, AS555) - BA107 Vélizy-Villacoublay (AS322, AS555, TBM.700, A319ACJ, Falcon 50, Falcon 900) - BA110 Creil (Flugbetrieb wurde Ende August 2016 eingestellt, Flugzeuge operieren von Roissy CDG) - BA113 St Dizier-Robinson (Rafale) - BA115 Orange-Caritat (Mirage 2000B/C RDI) - BA116 Luxeuil-St Sauveur (Mirage 2000-5F) - BA117 Paris - BA118 Mont-de-Marsan (Rafale C) - BA120 Cazaux (SA330, EC725) - BA123 Orléans-Bricy (C-160R, C-130H, C-130H-30, A400M) - BA125 Istres-Le Tubé (C-135FR, A330MRTT, AS555) - BA126 Solenzara (SA330, SA332, SA532) - BA133 Nancy-Ochey (Mirage 2000D) - DA204 Bordeaux-Beauséjour - DA273 Romorantin-Pruniers (kein regulärer Flugbetrieb mehr) - BA278 Ambérieu-en-Bugey - EAR279 Châteaudun (kein regulärer Flugbetrieb mehr) - BA701 Salon-de-Provence (Alpha Jet, verschiedene Schulflugzeuge wie TBM.700) - BA702 Avord (E-3, EMB-121) - BA705 Tours - BA709 Cognac-Châteaubernard (verschiedene Schulflugzeuge) - BA721 Rochefort-St Agnant - BA722 Saintes-Thénac (technische Schule) - BA749 Grenoble - BA901 Drachenbronn (Radarstation) - BA942 Lyon-Mont Verdun (Radarstation) - Roissy-Charles de Gaulle (Airbus A310, A330) - BA101 Toulouse-Francazal - BA102 Dijon-Longvic - BA103 Cambrai-Épinoy - BA104 Dugny-Le Bourget - BA110 Creil (Flugbetrieb Ende August 2016 eingestellt) - BA112 Reims-Champagne - BA119 Pau - BA122 Chartres-Champhol - BA124 Strasbourg-Entzheim - BA128 Metz-Frescaty - BA129 Saint Jean d'Angély-Fontenet - BA132 Colmar-Meyenheim - BA136 Toul-Rosières - BA217 Brétigny-sur-Orge - BA218 Persan Beaumont - DA277 Varennes sur Allier (geschlossen) - BA745 Aulnat - BA921 Taverny (2011) - BA943 Nice-Mont Agel (2012) | In Übersee befinden sich: - BA102 Sévaré, Mali (diverse) - BA104 Al Dhafra, Vereinigte Arabische Emirate (Rafale) - BA160 Dakar-Yoff, Senegal (AS555) - DA181 Saint-Denis, Réunion (CN235-300, AS555) - BA186 Nouméa-Tontouta, Neu-Kaledonien (CN235-200, SA330, AS555) - BA188 Djibouti-Ambouli (Mirage 2000-5F, C-160, SA330, AS555) - DA190 Tahiti-Faaa, Französisch-Polynesien (CN235-200, AS332) - BA365 Le Lamentin, Martinique (2012 geschlossen) - BA367 Cayenne-Rochambeau, Französisch-Guayana (CN235-200, SA330, AS555) |

## Ausrüstung

Kunstflugstaffel Patrouille de France der französischen Luftwaffe

Die Armeé de l’Air verringerte bis 2015 die Zahl ihrer Luftfahrzeuge von 700 auf 300 Kampfflugzeuge, 100 Transportflugzeuge, 80 Helikopter und 200 Schulflugzeuge. Damit verbunden war eine Regeneration des Luftfahrzeugparks, unter anderem durch die Einführung von Rafale und A400M Atlas. Hinzugekommen sind auch eine Reihe unbemannter Systeme für Aufklärung und Waffeneinsatz (Unmanned Aerial Vehicle/Unmanned Combat Aerial Vehicle).

### Luftfahrzeuge
Luftfahrzeugmuster sind unter anderem die Dassault Rafale, die als Ersatz für die Flugzeuge des Types Jaguar, Mirage F1 und einige Mirage 2000 zur Zeit zuläuft. Die Jaguar und die Mirage F1 sowie die Mirage 2000C sind bereits ausgemustert. Die Mirage 2000 werden reduziert werden, für deren vollständige Ausmusterung soll noch ein Nachfolgeflugzeug gebaut werden. Als Nachfolger gilt ein UAV mit umfangreichen Luft-Boden-Kapazitäten als wahrscheinlich. Im Jahr 2022 wurden die letzten Transall C-160 außer Dienst gestellt. Als Nachfolger sind bereits der Airbus A400M, die Lockheed C-130 Hercules und CASA CN-235 eingeführt bzw. im Zulauf.
Für einen möglichen Kernwaffeneinsatz sind Rafale vorgesehen, die Träger der ASMP sind. 
| Flugzeug                                    | Photo                    | Herkunft                            | Rolle                                          | Version                         | Anzahl       | Bemerkung |
| Kampfflugzeuge                              |                          |                                     |                                                |                                 |              | |
| Dassault Rafale                             |                          | Frankreich                          | Mehrzweckkampfflugzeug                         | CB                              | 50 52        | |
| Dassault Mirage 2000B / 5F                  |                          | Frankreich                          | Jagdflugzeug                                   | 5FB                             | 287          | |
| Dassault Mirage 2000D                       |                          | Frankreich                          | Jagdbomber                                     | D                               | 68           | |
| EKF & Frühwarnflugzeuge                     |                          |                                     |                                                |                                 |              | |
| Boeing E-3 Sentry                           |                          | Vereinigte Staaten                  | AEW&C                                          | F                               | 4            | |
| Tanker und Transporter                      |                          |                                     |                                                |                                 |              | |
| Boeing KC-135                               |                          | Vereinigte Staaten                  | Tanker                                         | FR                              | 8            | ursprünglich 14 Maschinen; werden ersetzt durch Airbus A330 MRTT                                                                                  |
| Airbus A330 MRTT Phénix                     | A330 MRTT Armée de l'air | Europäische Union                   | Tanker / Transport                             | 200                             | 9            | 12 bestellt zur Auslieferung bis Ende 2023 |
| Airbus A330                                 | A330 MRTT Armée de l'air | Europäische Union                   | Transport                                      | 200                             | 3            | Langfristig ist geplant, diese zu A330-MRTT umzurüsten.                                                                                           |
| Airbus A400M                                |                          | Europäische Union                   | Transport                                      |                                 | 20           | 50 bestellt |
| Lockheed C-130 Hercules                     |                          | Vereinigte Staaten                  | mittlerer taktischer Transporter               | C-130HC-130H-30C-130J-30KC-130J | 72           | die H-Version soll durch Airbus A400M ersetzt werden, die je zwei C/KC-130J wurden auf Grund von Verzögerungen bei der A400M bestellt.            |
| CASA CN-235                                 |                          | Spanien                             | leichter taktischer Transporter                | 200300                          | 189          | |
| Passagierflugzeuge und Mehrzwecktransporter |                          |                                     |                                                |                                 |              | |
| Airbus A310                                 |                          | Europäische Union                   | Strategischer Fracht- und Passagiertransport   | 300                             | 2            | Wird ersetzt durch Airbus A330. |
| Airbus A330                                 |                          | Europäische Union                   | Passagierflugzeug (VIP)                        | 223                             | 1            | Luftfahrzeugkennzeichen F-UJCT, Flugzeug des Staatspräsidenten                                                                                    |
| Dassault Falcon 7X                          |                          | Frankreich                          | Passagierflugzeug (VIP)                        |                                 | 2            | |
| Falcon 2000                                 |                          | Frankreich                          | Passagierflugzeug (VIP)                        | LX                              | 2            | |
| Dassault Falcon 900                         |                          | Frankreich                          | Passagierflugzeug (VIP)                        |                                 | 2            | |
| Socata TBM 700                              |                          | Frankreich                          | Verbindungsflugzeug                            | A                               | 15           | |
| DHC-6 Twin Otter                            |                          | Kanada                              | Verbindungsflugzeug                            | 300                             | 5            | |
| Schulflugzeuge                              |                          |                                     |                                                |                                 |              | |
| Alpha Jet                                   |                          | Frankreich/ Deutschland             | Betriebsübergang und Jagdausbildung            | E                               | 57           | |
| Pilatus PC-21                               |                          | Schweiz                             | Fortgeschrittenentrainer (Jagdausbildung)      |                                 | 17 (+9)      | École de l'Aviation de Chasse (EAC), Fuhrpark im Rahmen von Short-Lease erworben, Wartung an Babcock ausgelagert                                  |
| Pilatus PC-7                                |                          | Schweiz                             | Basistrainer (Grundausbildung)                 |                                 | 22 (geplant) | Centre de formation aéronautique militaire initiale (CFAMI), in Zusammenarbeit mit Babcock International France Aviation                          |
| Embraer EMB 121 Xingu                       |                          | Brasilien                           | Fortgeschrittenentrainer (Transportausbildung) | AAAN                            | 23           | École de l'Aviation de Transport (EAT), Flotte ausgelagert an Cassidian Aviation Training Services (CATS)                                         |
| Grob G 120A                                 |                          | Deutschland                         | Schulflugzeug                                  |                                 | 18           | École de Pilotage de l'Armée de l'Air (EPAA), Flotte ausgelagert an Cassidian Aviation Training Services (CATS)                                   |
| Cirrus SR20/SR22                            |                          | Vereinigte Staaten                  | Schulflugzeug                                  |                                 | 17           | Centre de Formation Aéronautique Militaire Initiale (CFAMI), Flotte ausgelagert an Cassidian Aviation Training Services (CATS)                    |
| Segelflugzeuge                              |                          |                                     |                                                |                                 |              | |
|                                             |                          | Frankreich/ Deutschland/ Österreich | Segelflugzeug                                  |                                 | 68           | Verschiedene ein- und zweisitzige Segelflugzeuge, Reisemotorsegler (5 Diamond HK36), Centre de Formation Aéronautique Militaire Initiale (CFAMI), |
| Jodel D140                                  |                          | FRA                                 | Leichtflugzeug (Segelflugzeug schleppen)       | R                               | 17           | Centre de Formation Aéronautique Militaire Initiale (CFAMI)                                                                                       |
| Kunstflug-Maschinen                         |                          |                                     |                                                |                                 |              | |
| Alpha Jet                                   |                          | Frankreich/ Deutschland             | Kunstflug                                      |                                 | 20           | Patrouille de France |
| Walter Extra 300                            |                          | Deutschland                         | Kunstflug                                      | LP/SC                           | 3            | |
| Hubschrauber                                |                          |                                     |                                                |                                 |              | |
| Eurocopter EC725 Caracal                    |                          | Frankreich                          | Search and Rescue                              | RESCO                           | 10           | 8 auf Bestellung. |
| Eurocopter AS532 Cougar                     |                          | Frankreich                          | Search and Rescue                              | (AS 332 M1 – AS 532 UL)         | 10           | |
| Aérospatiale SA330 Puma                     |                          | Frankreich                          | Transporthubschrauber                          | BA                              | 20           | |
| Eurocopter AS555 Fennec                     |                          | Frankreich                          | Mehrzweckhubschrauber                          | ANUN                            | 40           | |
| Airbus Helicopters H160                     |                          | Frankreich                          | Mehrzweckhubschrauber                          | M                               |              | 1 Hubschrauber bestellt, weitere 39 sollen folgen.                                                                                                |
| UAVs                                        |                          |                                     |                                                |                                 |              | |
| EADS Harfang                                |                          | Israel Frankreich                   | Aufklärung                                     |                                 | 4            | |
| General Atomics MQ-9                        |                          | Vereinigte Staaten                  | Aufklärung                                     |                                 | 12           | |

## Zwischenfälle
In Auszügen werden dort Unfälle von Flugzeugen der französischen Luftstreitkräfte aufgeführt.